# 賀茂站

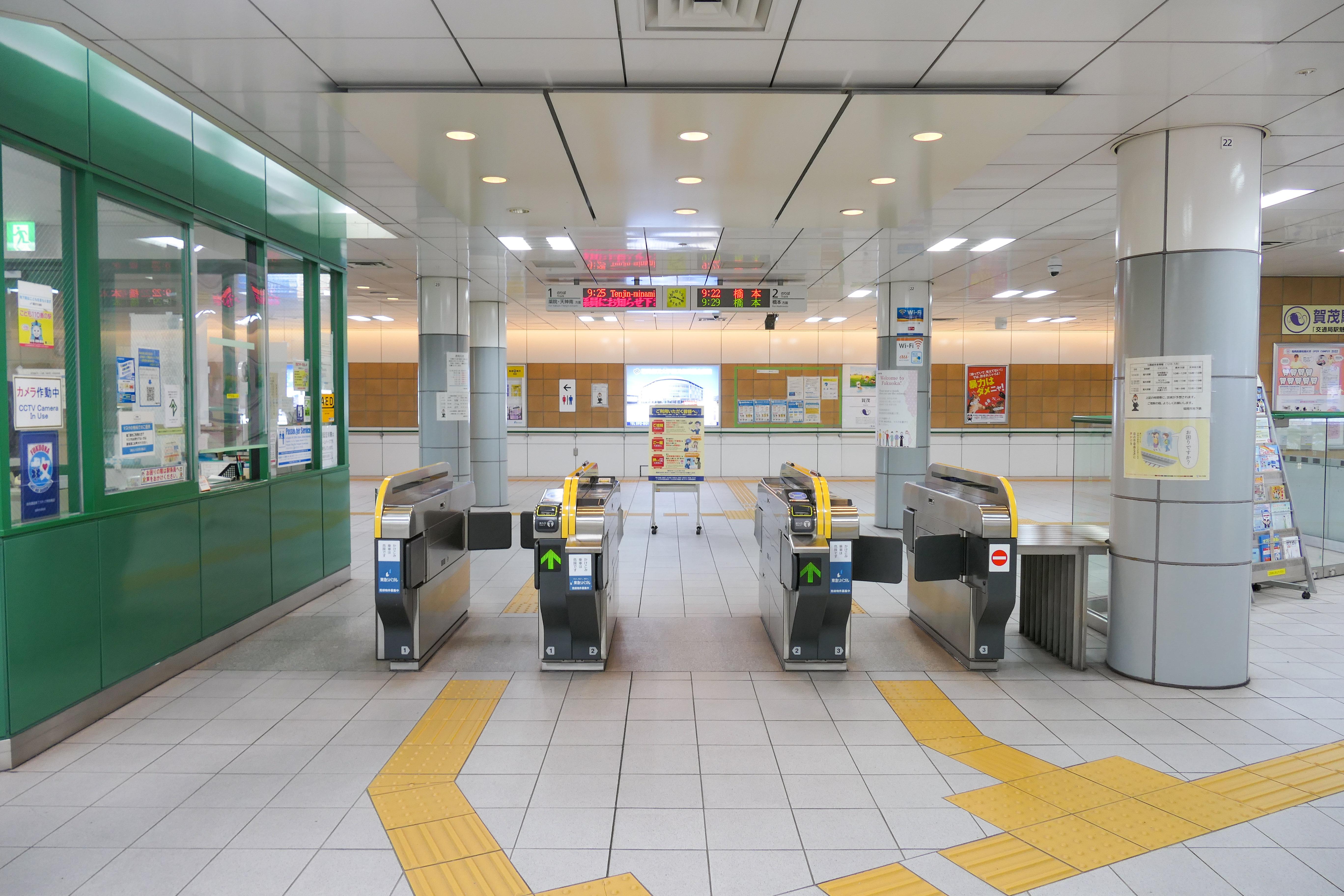
驗票口（2022年12月）

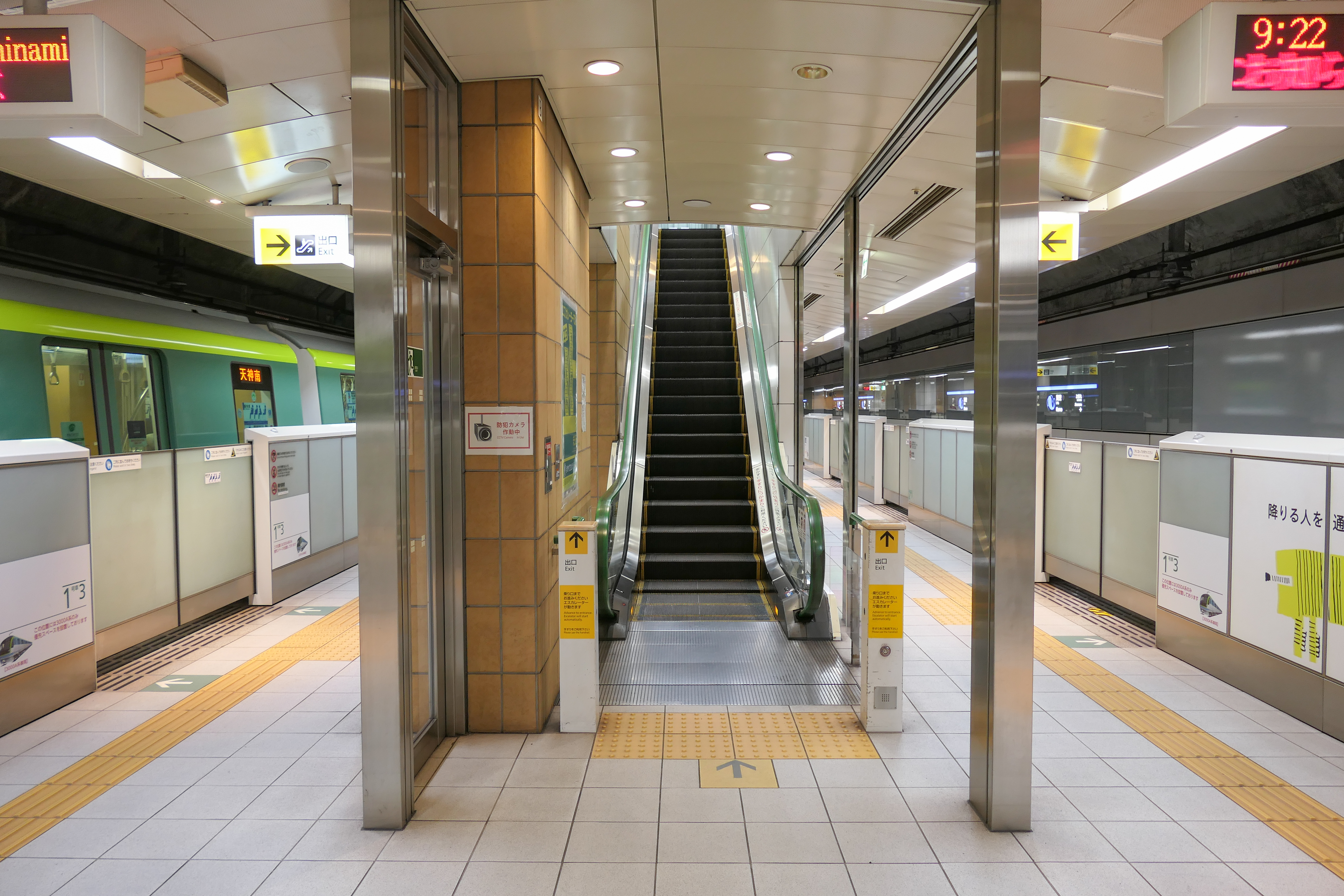
1號與2號月台（2022年12月）

賀茂站（日语：／ Kamo eki */?）是位於日本福岡縣福岡市早良區賀茂三丁目，屬於福岡市地下鐵七隈線的鐵路車站。車站編號是N03。

## 歷史
- 2005年（平成17年）2月3日 - 開業

## 車站構造
本站為島式月台1面2線的地底車站。
| 月台 | 路線   | 目的地                         |
| ---- | ------ | ------------------------------ |
| 1    | 七隈線 | 福大前、六本松、藥院、博多方向 |
| 2    | 七隈線 | 橋本方向                       |

## 利用狀況
2016年（平成28年）度的1日平均上車人次為2,808人。
開業以後的1日平均上車人次推移如下表。
| 年度               | 1日平均 上車人次 |
| ------------------ | ---------------- |
| 2004年（平成16年） | 1,387            |
| 2005年（平成17年） | 1,406            |
| 2006年（平成18年） | 1,714            |
| 2007年（平成19年） | 1,842            |
| 2008年（平成20年） | 1,949            |
| 2009年（平成21年） | 2,099            |
| 2010年（平成22年） | 2,197            |
| 2011年（平成23年） | 2,321            |
| 2012年（平成24年） | 2,402            |
| 2013年（平成25年） | 2,541            |
| 2014年（平成26年） | 2,665            |
| 2015年（平成27年） | 2,698            |
| 2016年（平成28年） | 2,808            |

## 相鄰車站
福岡市交通局（福岡市地下鐵）
 七隈線
次郎丸（N02）－賀茂（N03）－野芥（N04）

## 外部連結
- 福岡市地下鐵 賀茂站 （页面存档备份，存于）（日語）